# Tzavdeatsí
Els Tzavdeatsí o també Tzawdeatsi i Sawdetsi van ser una família de nakharark (nobles) d'Armènia que tenien el seu feu hereditari a la comarca de Sotq, a la província de Siunia.